# Ophiocamax nominata
Ophiocamax nominata är en ormstjärneart som först beskrevs av Jean Baptiste François René Koehler 1930.  Ophiocamax nominata ingår i släktet Ophiocamax och familjen knotterormstjärnor. Inga underarter finns listade i Catalogue of Life.